# Західне християнство
За́хідне христия́нство — одне із двох частин християнства (іншим є східне християнство). До західного християнства належаль католицька та протестантська церкви, а також їх відгалуження: незалежний католицизм, реставраціонізм, англіканство, лютеранство, пресвітеріанство та ін.
Переважна більшість із 2,3 мільярдів християн у світі є західними християнами (близько 2 мільярдів — 1,2 мільярда римо-католиками та 800 мільйонів протестантів). Первісна і досі головна складова, католицька церква, склалася за часів єпископа Риму в колишній Західній Римській імперії в Античності. З католицької церкви виникло безліч незалежних протестантських конфесій, включаючи лютеранство та англіканство, починаючи з протестантської Реформації в XVI столітті, як і незалежний католицизм у XIX столітті. Таким чином, термін «західне християнство» не описує жодної спільноти чи релігійної конфесії, але застосовується для спільного відмежування всіх цих конфесій від східного християнства.

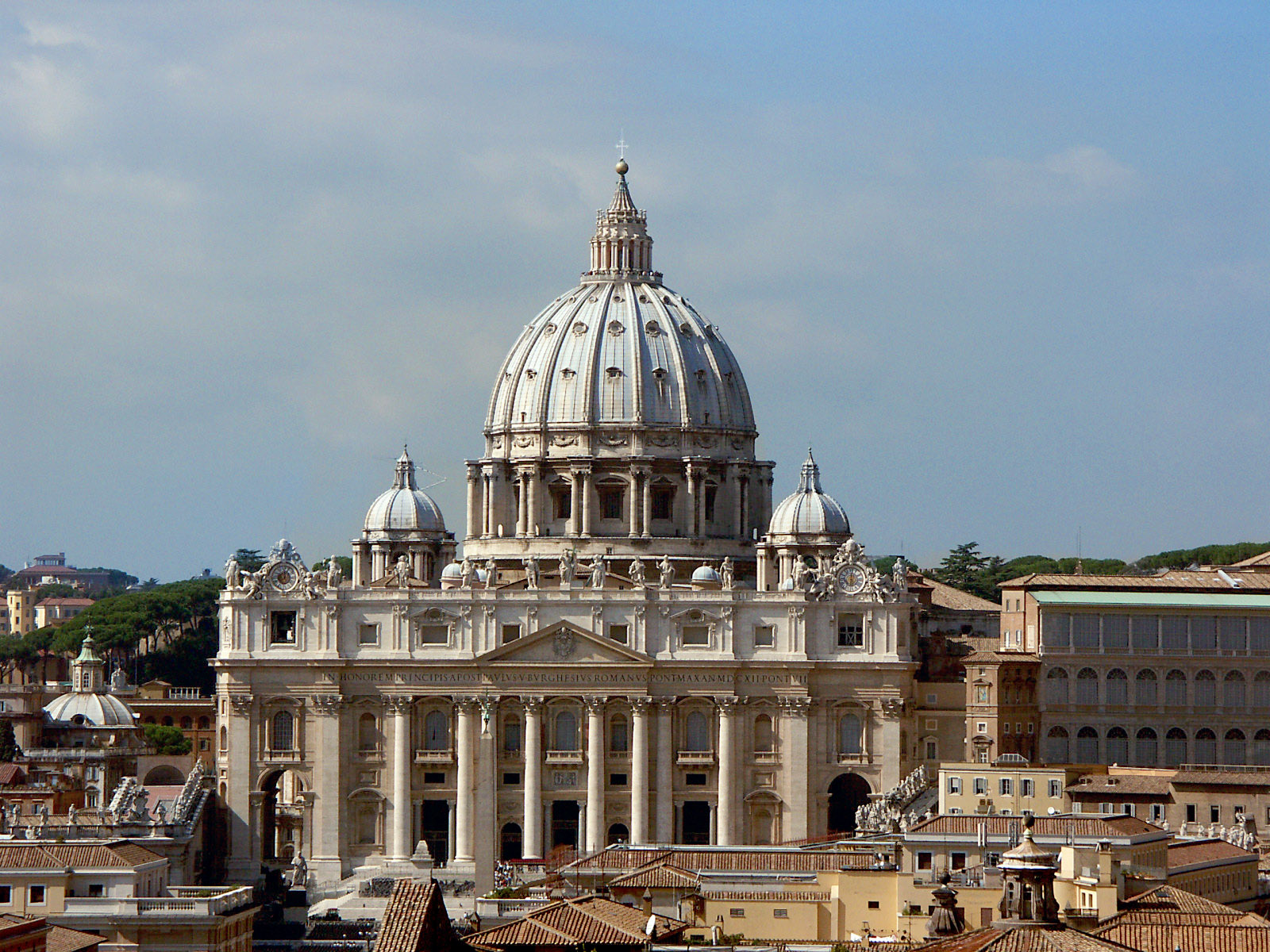
Базиліка Святого Петра у Ватикані, найбільша церковна будівля на сьогоднішній день.

Створення окремої католицької церкви, особливої церкви Sui iuris католицької церкви, збіглося з консолідацією Святого Престолу в Римі, який претендував на першість з античності. Католицька церква відрізняється від Східних католицьких церков, також у повному спілкуванні з Папою Римським, та від Православної церкви та Орієнтальних православних церков, які не є у спілкуванні з Римом. Ці інші церкви є частиною Східного християнства. Терміни «Західна» та «Східна» у цьому відношенні походять від географічних поділів, що відображають культурний розрив між елліністичним Сходом і Заходом та політичний розкол між Західною та Східною Римською імперіями. У середні віки прихильники католицької церкви, незалежно від етнічної приналежності, зазвичай називали себе «латинниками», щоб відрізнити себе від східних християн.

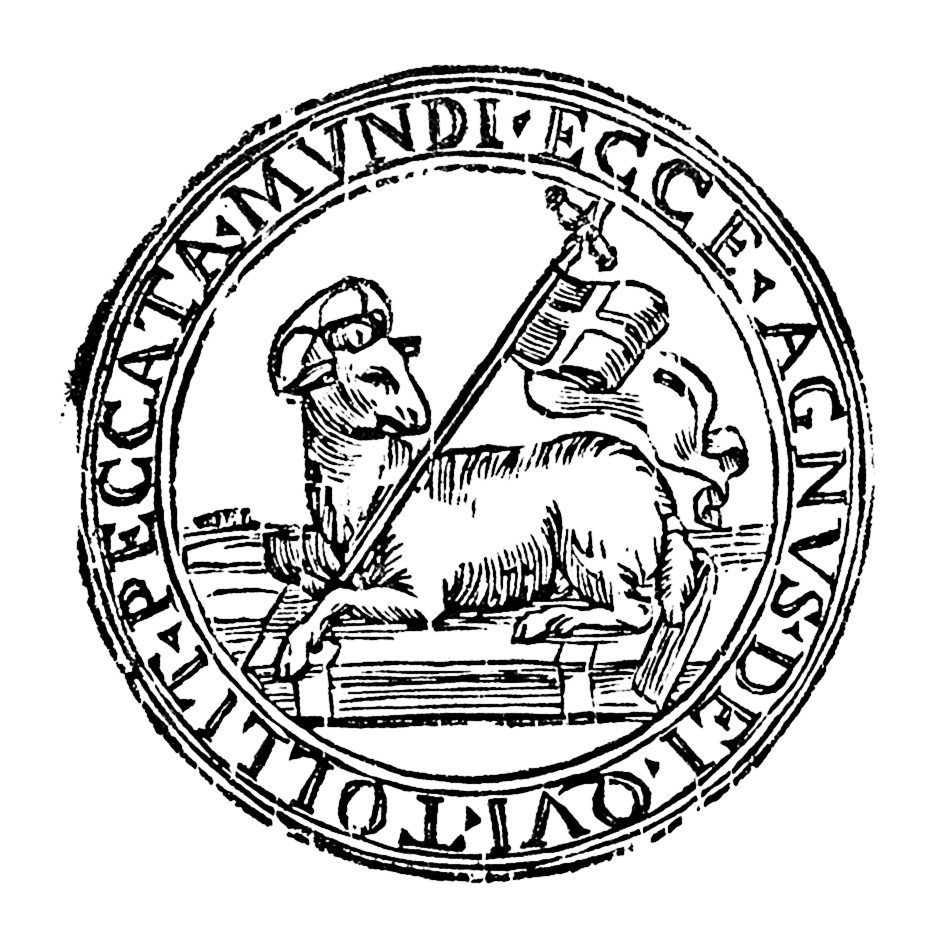
Ісус представлявся як Агнець Божий (Agnus Dei), що є звичайною практикою західного християнства

Західне християнство зіграло помітну роль у формуванні західної цивілізації. З експансією європейського колоніалізму з епохи Раннього Нового часу католицька церква, разом із протестантськими відокремленнями, поширилася по всій Америці, більшій частині Філіппін, Південної Африки, кишень Західної Африки, а також по всій Австралії та Новій Зеландії. Таким чином, коли термін «західне християнство» використовується для історичних періодів після XVI століття, він не відноситься до певної географічної області, а скоріше використовується як збірний термін для всіх них.
Сьогодні географічна різниця між західним та східним християнством не є настільки абсолютною, як у Античності чи Середньовіччя, через поширення християнських місіонерів, міграцій та глобалізації. Як такі, прикметники «західне християнство» та «східне християнство», як правило, використовуються для позначення історичного походження та відмінностей у теології та літургії, а не сучасних географічних розташувань.
Хоча католицька церква продовжує використовувати латинські літургійні обряди, протестантські конфесії та незалежний католицизм використовують широкий спектр літургійних практик. 

Східні православні відкидають пункт Філіокве, віру в безпомилковість Папи Римського в питаннях віри і моралі (ex cathedra), не вважають Папу намісником Христа на землі. Джерелом віровчення католики вважають не тільки Біблію, а й рішення всіх соборів, званих ними Вселенськими (а не тільки перших семи, визнаних православними) і судження пап, що мають для них навіть пріоритет перед судженням соборів на відміну від православних.  

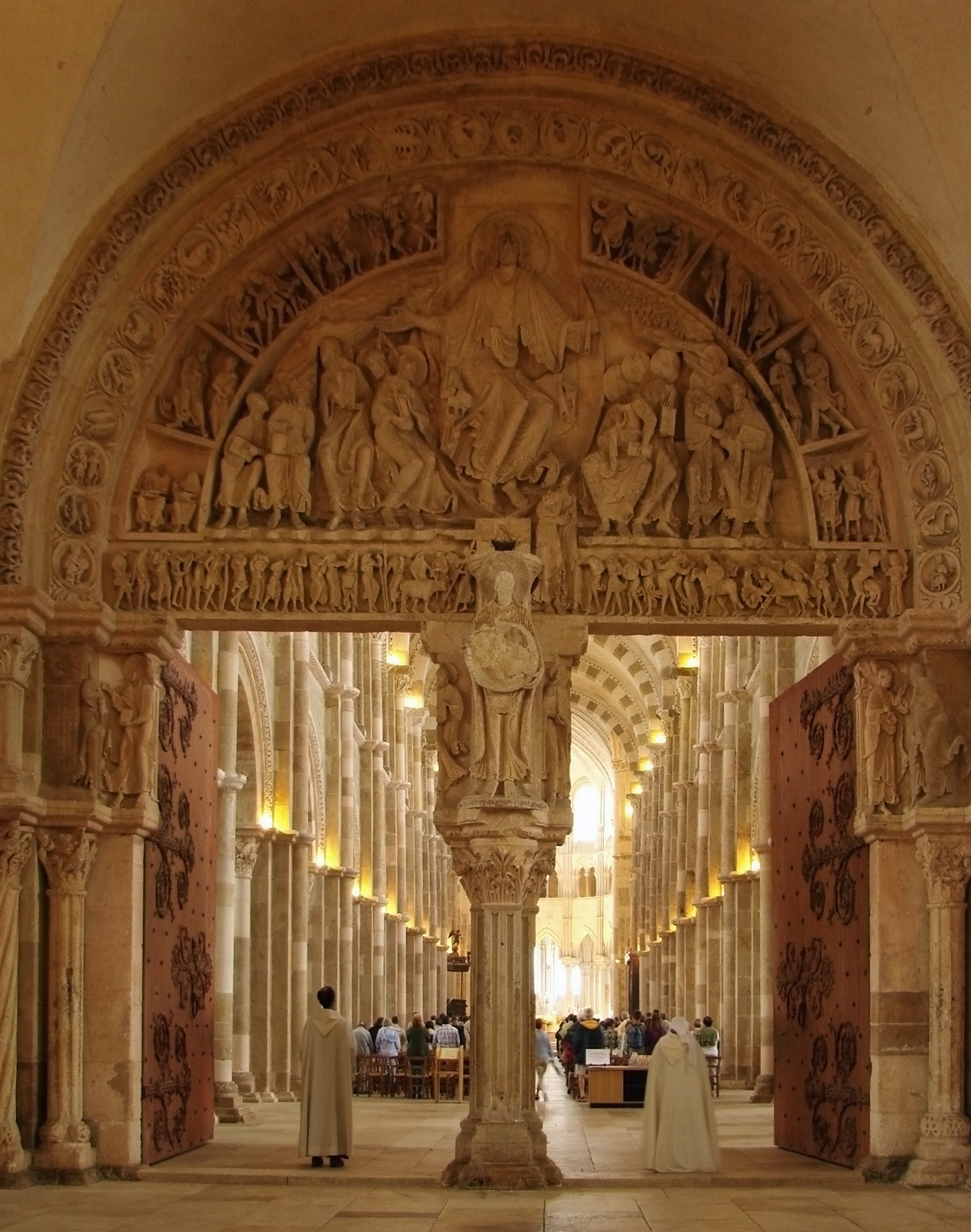
Базиліка Марії Магдалини у Везеле, центральний вхід

## Розповсюдження
На XXI століття західне християнство розповсюджене в Центральній і Північній Європі, Північній Африці, Північній і Південній Америці, Австралії, Філіппінах, Новій Зеландії.
На римо-католиків припадає більше половини всіх християн світу. Друге місце посіли різновиди протестантизму.

## Історія

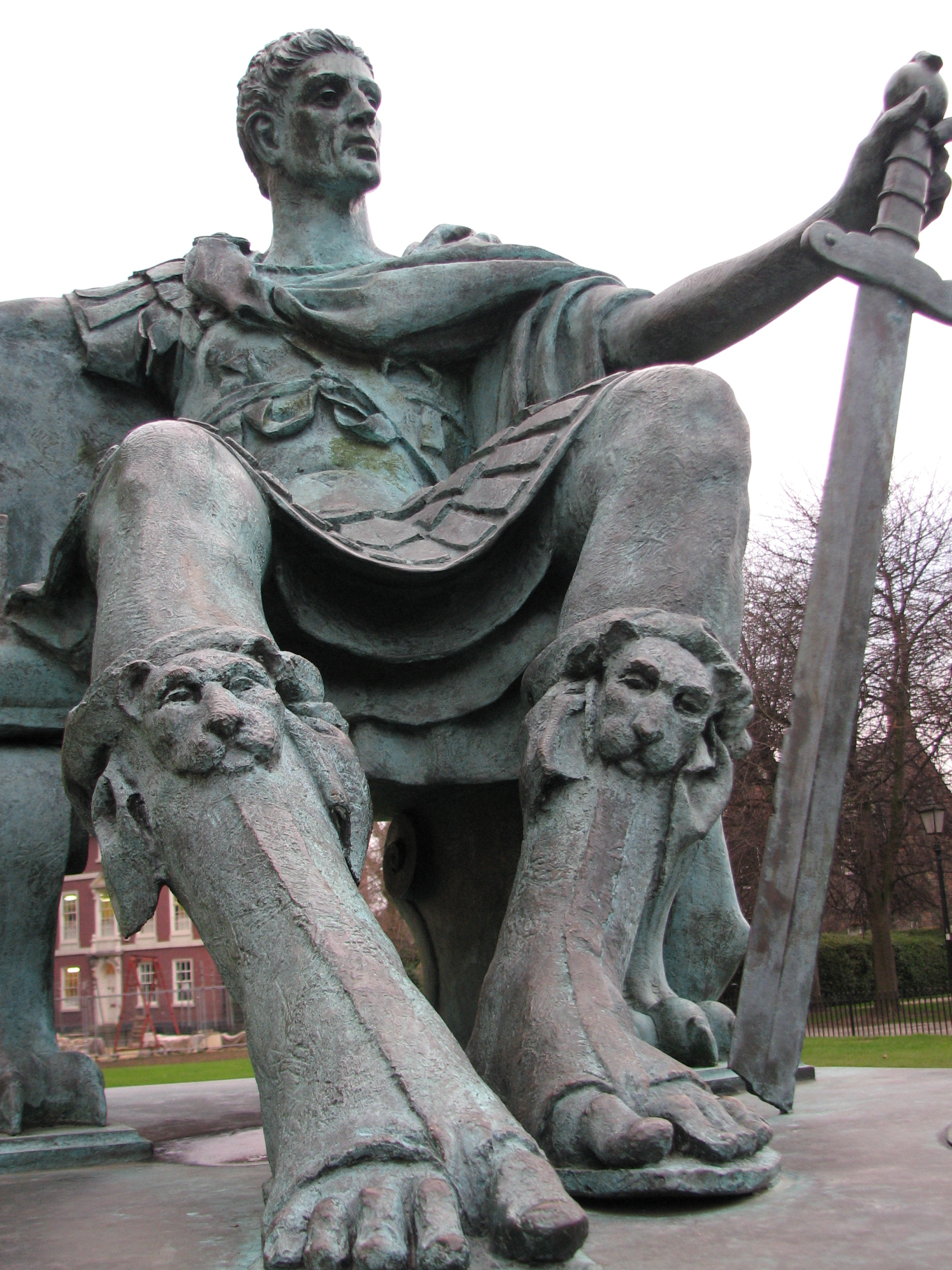
Місто Йорк. Монумент римському імператорові Костянтину Великому, 1-му християнському імператорові Рима.

У перші два століття західного християнства припадає період відсутності церковної організації як такої, ще не було кліриків, догматів віри, розробленого культу, адміністративних осіб тощо. Це період побутування пророків, проповідників, апостолів. Зараз вважають, що вони мали харизму, тобто здатність вчителювати, проповідувати, творити дива чи лікувати, яку дарував божий дух. Виникають перші християнські спільноти.
З часом (з середини II століття) керівництво першими християнськими спільнотами переходить до пресвітерів — найстаріших членів спільнот, яких вважали найдосвідченішими. Первісно пресвітери керували господарською ланкою спільноти, особливо пов'язані з влаштуванням агап (спільних трапез, вечер любові). Для трапез накопичували гроші, харчі, що потребувало сховищ, комор, дияконів, що первісно були обслугою трапез. В спільноті з'явились єпископи (наглядачі). Єпископами ставали старіші і заможніші члени спільноти, що відповідали за збереження грошей спільноти, збереження харчів, комор, стабільності тощо. Розважливі і авторитарні єпископи не примирились з інститутом пророків-харизматиків, які походили з бідноти, рабів, вільновідпущених, декласованих елементів, напівбожевільних і психопатів. Адже вони не піддавались регламентації, нагляду, залишались некерованими і нікому не підлеглими. Так сформувались церковні громади, керовані єпископами, метою яких стали обмеження впливів пророків, а далі — їх повне усунення від християнських спільнот, від атак на багатіїв і пророцтв про скору загибель гріховного світу і близький прихід царства божого на землі. Однак ці пророцтва не забудуть, а в деякі (кризові) періоди — вони набуватимуть розповсюдження і популярності і надалі, мало що міняючи в структурі церкви.
Пішов процес пристосування християнства до панівних інтересів пізньоантичних можновладців, незважаючи на гоніння і утиски з боку імператорів Стародавнього Риму. В християнстві залишається «революційна» риторика, тоді як революційні дії відхиляють, заміняють на очікування майбутнього дива, на «духовне вивільнення» від земних страждань тощо. Бунтівні настрої первісних християнських пророків ретельно викорінюють. Ігнатій Богоносець, єпископ антіохійський зламу I–II століть вже декларував постулат «нема церкви без єпископа».
На цьому етапі пройшло розмежування між керівництвом церкви і вірянами, були скасовані спільні трапези (вони перейдуть і залишаться лише в монастирях, цих християнських оазах, відокремлених від грішного світу). А єпископ вже керував як господарством і грошима спільноти, так став і авторитетом в питаннях віровчення.
Криза влади в Стародавньому Римі сприяла зміцненню християнства як організації, вплив якої з часом мав розповсюдження на всі верства тогочасного суспільства (раби і рабовласники, купецтво, армія). В руці слабкої імператорської влади залишились лише язичницькі храми. Процес логічно завершився офіційним визнанням християнства державним віросповідуванням імператором Костянтином, зацікавленим в зміцненні власної влади у будь-який спосіб.
Ранньохристиянська церква була зорганізована як система окремих і самостійних громад (церков) з центрами у столицях країн і провінцій і в великих містах. Єпископи великих міст здійснювали нагляд за церквами в прилеглих до цих міст областях. Вже до V ст. склалася система, відповідно до якої єпископи Риму, Константинополя, Александрії, Антіохії і Єрусалиму, яких було прийнято називати папами, стали вважатися главами церков відповідних регіонів, на імператора ж покладався обов'язок захищати церкву і забезпечувати її доктринальну єдність.

### Претензії на першоверховенство Риму

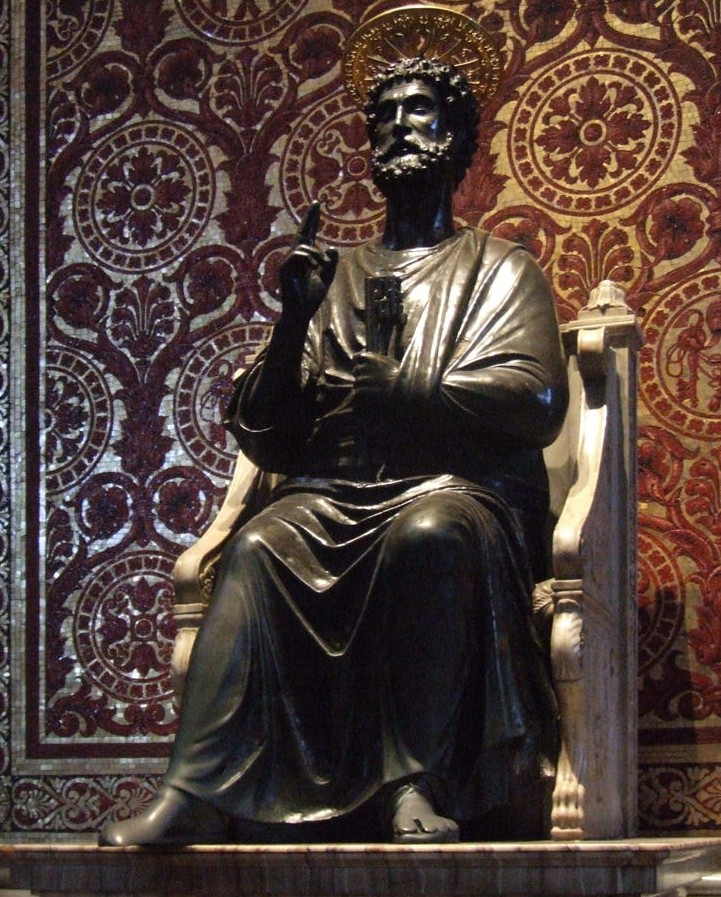
Скульптура Апостола Петра, можливо, роботи Арнольфо ді Камбіо.

Рим, як столиця велетенської держави, був постійним містом перетину культур, релігій і зрушень, «магнітом», що притягав різноманітні ідеї. Це обумовило і бажання столичної християнської спільноти Рима надати римському єпископові — особливого статусу. Приблизно з IV століття розповсюджували твердження, що сам апостол Петро заснував римську спільноту християн і був її першим єпископом. Звідси претензії на примат, тобто найвище місце в християнській ієрархії.
Але східні церкви, більші за чисельністю, до того ж — виникли раніше римської, вважали себе авторитетнішими. Християнські спільноти Александрії, Єрусалима, Антіохії виступили проти цих зазіхань. Але римський єпископ вже зазіхав на титул «єпископа всіх єпископів». Так, єпископ Віктор (189—199 рр.) зробив спробу відірвати дату християнської Пасхи від єврейської. Був навіть скликаний синод, на якому були присутні делегати християнських церков Сходу і Заходу. Спротив східних церков був таким значним, що римський єпископ Віктор зазнав поразки: більш ніж сто років Пасху святкували в християнських спільнотах Малої Азії і Римської імперії в різні дати.

### Калікст І і Новий заповіт

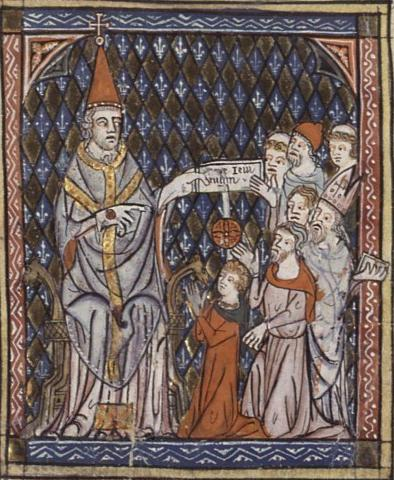
Папа римський Калікст І як віровчитель.

Нові зрушення в християнстві прийшлися на добу Калікста І. За його часів розповсюдилась римська хресна формула і окрема сповідальня. Калікст І монополізував право відпускати гріхи і широко використовував його по відношенню до священства, адже в «ковчегу Ноя поряд були чисті й нечисті тварі». Коливання настанов було таким широким, що Калікст І дозволив священникам і конкубінат (неофіційний шлюб чоловіка і жінки, діти яких мали обмежені права на майно священника), і багатожонство (полігінія).
М'якість правління Калікста І навернула в християнство відступників, а з боку захисників старих настанов — викликало полеміку і критику. Священство спромоглося покласти край неканонічним, вільним тлумаченням священних текстів. До Калікста І священним вважали лише Старий Заповіт. Відтепер захисники віри мали спиратись на Новий Заповіт, який оголосили таким же священним, як і ізраїльський. В Новий Заповіт ввели лише чотири Євангелія, соборні посилання Петра, Павла тощо, які зробили незмінними, канонічними. Західне християнське віровчення все більше ставало монопольною галуззю заможних і освічених осіб, а церква — остаточним знаряддям єпископів. Пройшов процес проростання церкви в світську владу, які йтимуть поруч століттями, змагаючись за верховенство влади тільки між собою.

### Давньоримський спадок в Західному християнстві

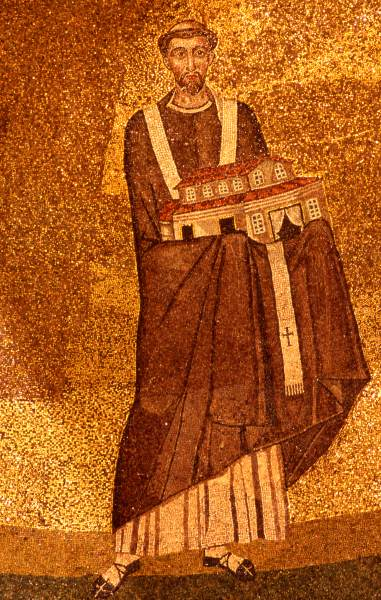
Папа римський Гонорій І з моделлю церкви. Мозаїка.

Навіть офіційне визнання християнства в Стародавньому Римі не принесло різких змін в формальну складову образотворчих мистецтв, в форми, розроблені в добу античності. Про це свідчать стінописи в катакомбах, що розповсюдились в римських містах з II століття. Найзначніші — створені в Римі, де їх протяжність сягнула ста кілометрів. Мистецтво катакомб розвивалося протягом майже трьох століть (III–V) і, як в металургійній печі, переплавило різні ідейні витоки — юдейську традицію незображувального верховного Бога і античну культуру тілесності, адже Бог прийняв людську подобу заради спасіння християн. Стінописи мають витоки в елліністичному мистецтві з тенденцією до символізму, до переходу навіть до спрощених знаків, зрозумілих посвяченим. Але цей шлях приведе до практичного розпаду елліністичних схем, незважаючи на їх довершеність («добрий пастир», «риба» тощо.)
Християнство вимагало спільних зборів, виникла потреба у великих приміщеннях. Відмова від язичницьких храмів переорієнтувала християнську увагу не на сакральні споруди римлян, а на цивільні споруди — а це базиліка та ротонда. Вони і стають найпоширенішим типом перших християнських церков і надалі.
В добу раннього Відродження — наполегливе прагнення відродити також давньоримську, ордерну архітектуру оволоділо думками декількох теоретиків і архітекторів-практиків. Ще нема широкого кола замовників, не всі технічні засоби розроблені й випробувані. Але відродження ордерної архітектури відбулося в теоретичних працях Філарете і, особливо Альберті. Проектами рестарації поруйнованих пам'яток Стародавнього Риму виглядає і архітектурне тло багатьох фрескових циклів італійських художників (у Фра Анжеліко, у Філіппо Ліппі і Беноццо Ґоццолі, у Перуджино). Первісна кількість суто ренесансних споруд — невелика. Але саме вони зададуть головний напрямок розвитку італійської архітектури. Розроблений Альберті тип римського храму в XV столітті стане головним типом сакральної архітектури західного християнства на декілька століть.

### Розкол 1054 року
У кінці IV ст. Західна Римська імперія розпалася, і на її території утворився ряд варварських королівств, але на Сході продовжила своє існування Візантійська імперія зі столицею в Константинополі. Візантійські імператори неодноразово робили гоніння на монофізитів і несторіан Єгипту і Сирії. І коли в VII ст. в ці країни вторглися мусульманські завойовники, значна частина населення зустріла їх як визволителів. Тим часом розрив між релігійною культурою латинських і грецьких християн все більше заглиблювався. Так, західне духовенство стало розглядати церкву як соціальну інституцію, повністю незалежну від держави, в результаті чого з часом Папи Римські взяли на себе ряд повноважень колишньої імперської влади, на Сході ж — попри те, що Константинопольські патріархи носили титул «вселенських патріархів», — важливість ролі візантійського імператора як видимого глави церкви постійно зростала. Костянтина Великого, першого християнського імператора, оголосили «рівноапостольним».

Розкол між католицькою і православною церквою зазвичай датують 1054 роком, однак в дійсності мав місце поступовий і тривалий процес поділу, більшою мірою обумовлений розбіжностями у звичаях і думках, ніж догматичними розбіжностями. Дуже важливою подією, що стала причиною непереборного відчуження, є захоплення Константинополя хрестоносцями (1204 рік) і утворення на її теренах Латинської імперії.

### Розкол в XVI ст. католицизм і протестантизм

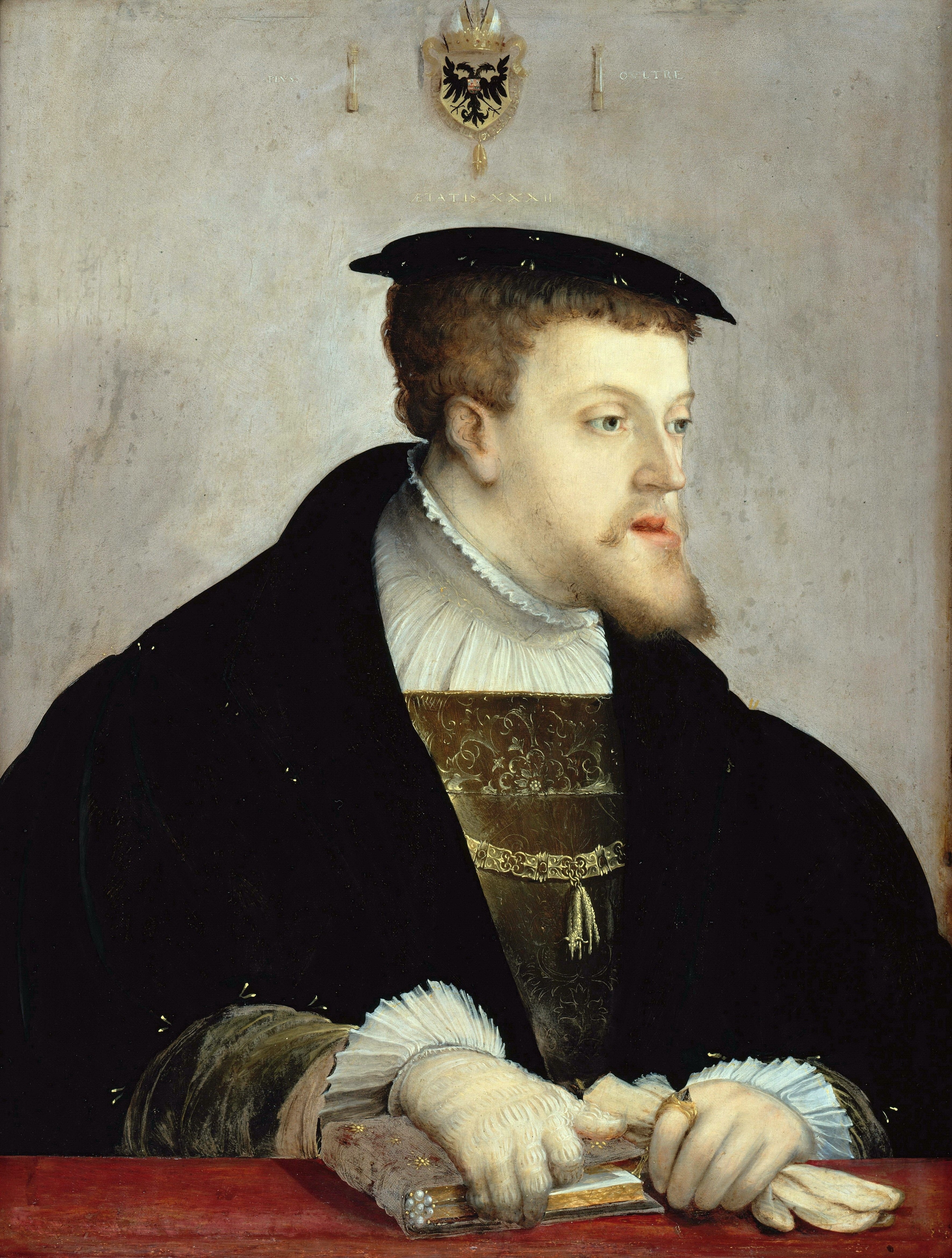
Худ. Крістоф Амбергер. Карл V

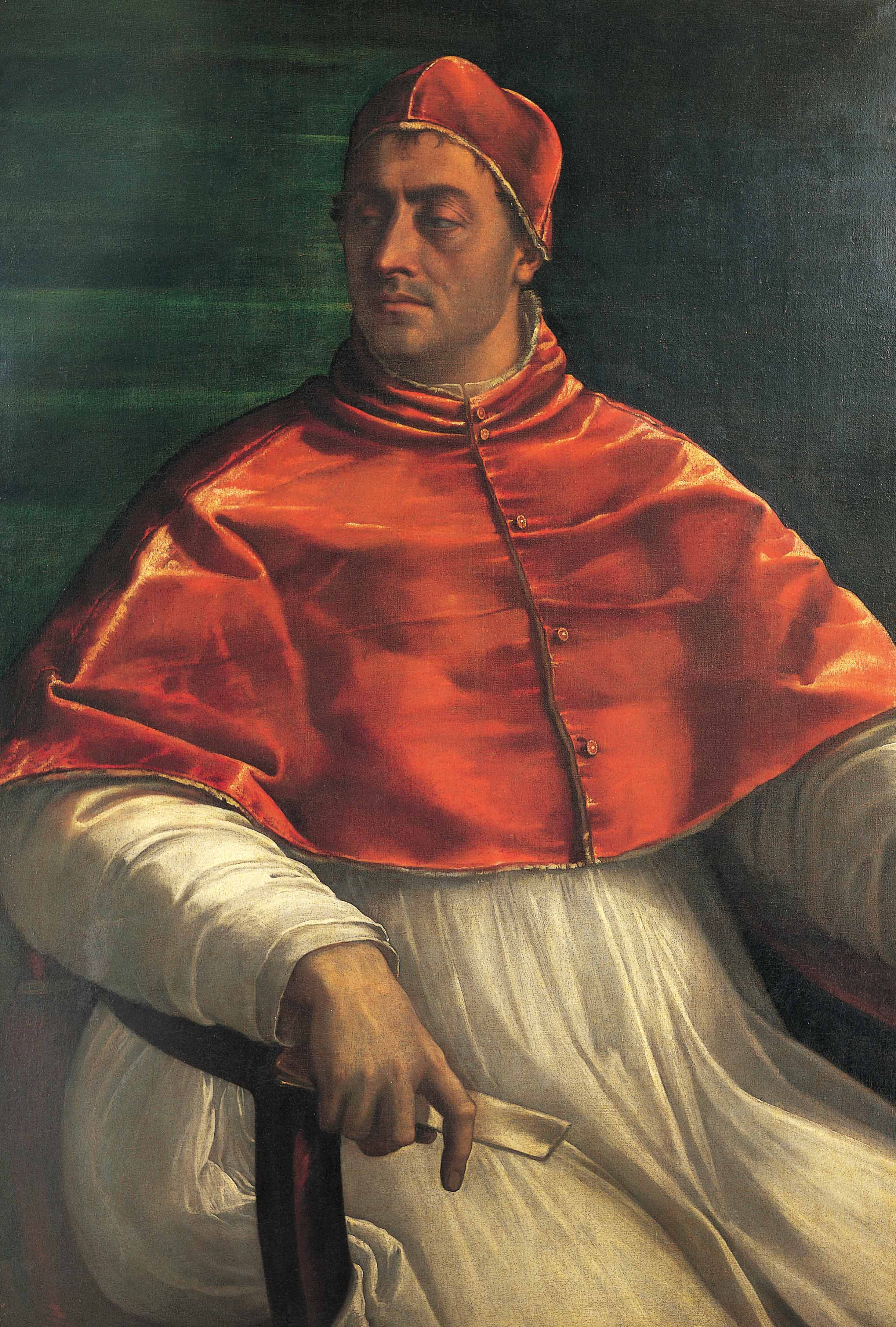
Худ. Себастьяно дель Пьйомбо, Климент VII

Пограбування Рима 1527 року, його руйнація вояками імператора Карла V, фактичний полон папи римського Климента VII — мали значні політичні, моральні, релігійні і мистецькі наслідки. Як переможена сторона, папа під тиском імператора відмовився від прав на Чивитавеккьо та Модену, Парму і Пьяченцу. Примусово він дав згоду на коронацію імператора Карла V ще й імператором Італії. Це значно послаблювало політичні позиції папи римського і в Італії, і в Європі. Трагічні події в Римі спонукали навіть коронацію Карла V перенести у місто Болонья, бо в Римі не залишилось непограбованої чи непотрощеної церкви, гідної прийняти гостей та пихату свиту імператора.
Наляканий руйнацією Рима — Климент VII нічого не робитиме такого, що могло викликати в зовнішній політиці Ватикану спротив чи обурення Карла. Саме тому Климент VII не погодився на розлучення короля Англії Генріха VIII з його дружиною — Катериною Арагонською, що була тіткою Карла V.
Посилив свої позиції європейський протестантизм — через занепад авторитету папської влади. В Німеччині набуло міці лютеранство. В Англії виникло англіканство, де головою віровчення став світський володар — король Генріх VIII. Відтак Британія офіційно відмовилась надсилати у Рим гроші та не визнавала верховенство папи в державі.
За папський рахунок свої позиції посилили навіть італійські князівства. У місто Ріміні повернувся Сіджизмондо Малатеста, володар міста. А венеціанські дожі підпорядкували собі папські міста Червію та Равенну. Римським папам знадобиться декілька десятиліть, аби потроху відновити свої позиції тільки в Італії. Але західноєвропейська спільнота назавжди розкололася на два релігійні табори — католицизм і протестантизм.

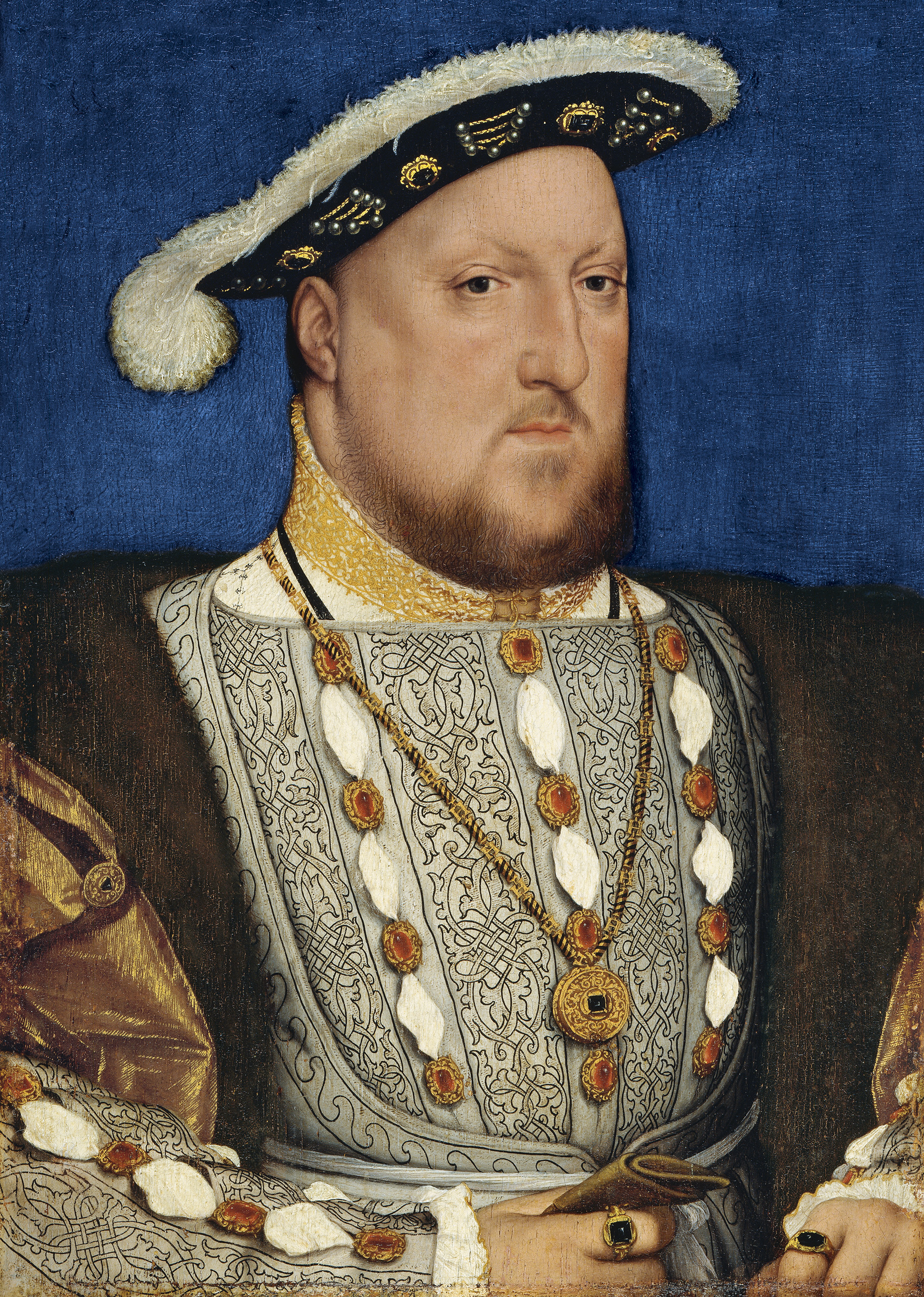
Генріх VIII, король Англії, 1536
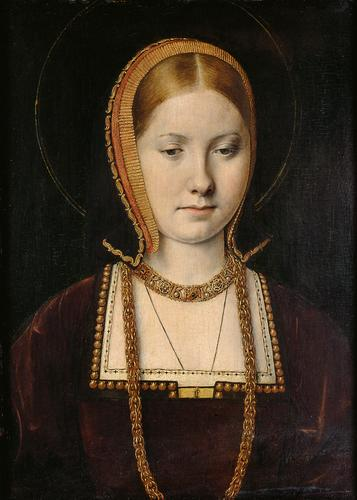
Катерина Арагонська, дружина Генріха VIII
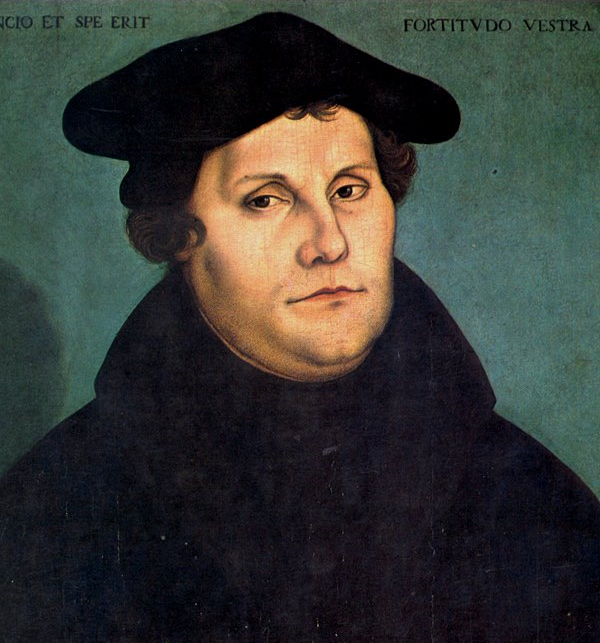
Мартин Лютер, засновник лютеранства
Дож Венеції Андреа Грітті, при якому відбулося пограбування Рима.

### Винищення єретиків та ідейна боротьба в західному християнстві

Варфоломіївська ніч в Парижі
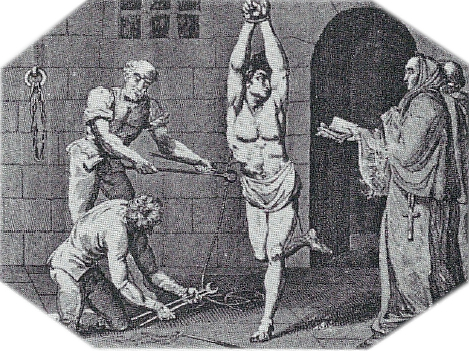
Катування єретика в Іспанії
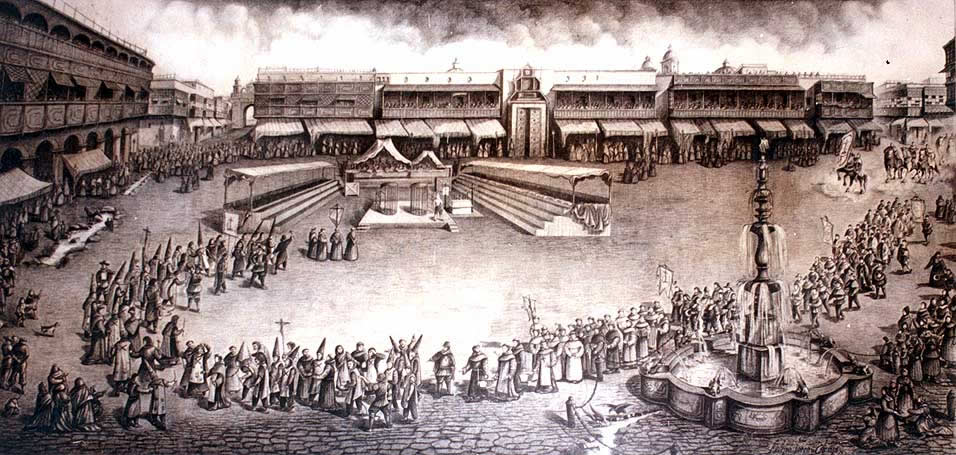
Приготування до спалення єретика в місті Ліма

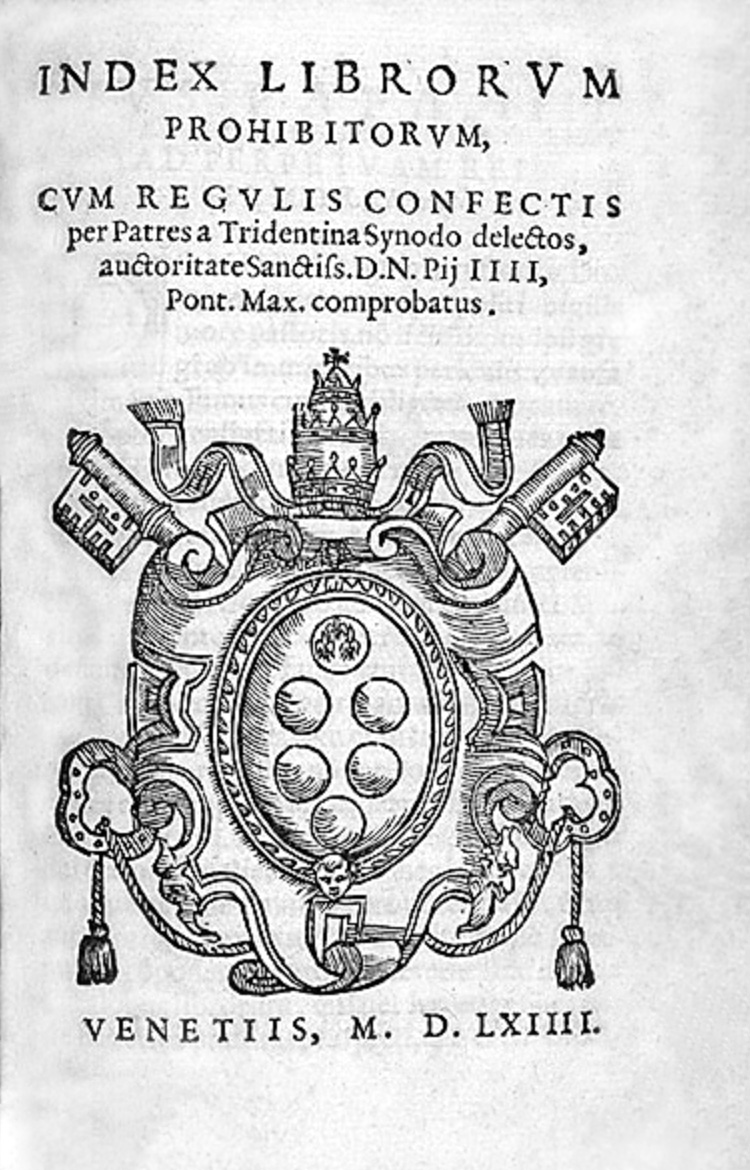
Індекс заборонених книг, видання 1554 з Венеції.

- Аутодафе з'явилося водночас із заснуванням інквізиції у XIII ст. і набуло поширення наприкінці XV ст., увібравши риси ритуального убивства.

Під ним розуміли будь-яку врочистість, яку влаштовувала інквізиція з приводу оголошення вироку. Зокрема, у Франції аутодафе було відоме як «sermo generalis» — загальна проповідь. Саме там воно і було виконано вперше у Парижі у 1241 році.
Практика аутодафе закріпилася в Іспанії разом із одержавленням місцевої інквізиції наприкінці XV ст., яка виконувала функції іспанської служби безпеки. Перше місцеве аутодафе було здійснено у Севільї у 1481 році. Аутодафе часто використовувалось для звинувачення і страти багатіїв, аби поповнити монаршу скарбницю.
«Акти віри» виголошували не лише в Іспанії, але й американських колоніях. З 1536 року інквізиція діяла також в Португалії та її колоніях у Бразилії та Індії (1562–1563).
Останнє аутодафе було виконане у Валенсії у 1826 році. Після «акту віри» звинуваченого було повішено.
- Індекс заборонених книг — список публікацій, які були заборонені римо-католицькою церквою. Деякі видання Списку містили також вказівки церкви з приводу читання, продажу та цензури книг. Офіційною метою складання Індексу була спроба відгородити церкву та саму віру й моральність від зазіхань на основоположні принципи та від богословських ухилів.

- Індульгенції базуються на віруванні в те, що гріх, хоча прощений, повинен тим не менш мати кару на землі або в чистилищі.

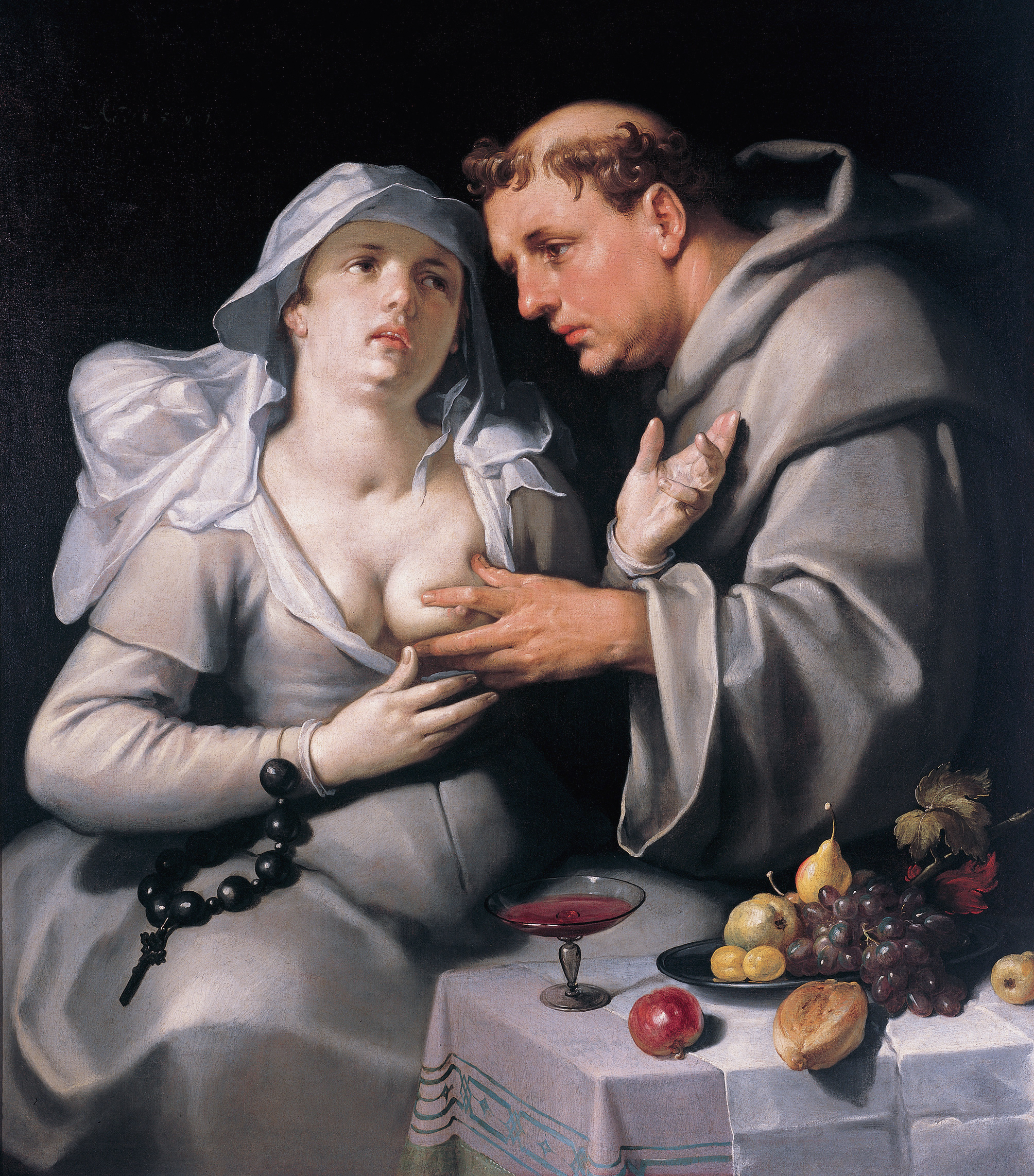
Корнеліс ван Харлем. «Католицькі чернець і черниця», 1590 рік

Церква може відпустити ці кари завдяки заслугам Христа та католицьких святих. Практикування індульгенцій постало в ранній церкві, коли сповідникам і тим, хто зазнавали мучеництва, дозволялося заступатися за покаяльників — і таким чином втихомирювати кару, накладену на них. Пізніше, схоластами було розроблено вчення про заслуги святих, які Бог надав у розпорядження церкви.
У часи пізнього Середньовіччя і Відродження, серед благочестивих дій, за які можна було отримати інудульгенції, могли бути і грошові пожертви на будівництво й утримання храмів. Магічне відношення до індульгенцій призводило до розповсюдження зловживання ними і було однією з головних причин атаки Лютера на церкву під час Реформації.
Сьогодні індульгенції надаються папою для заохочення побожності та доброчинства під час великих свят та періодів покаяння.
У 1579 р. сім бунтівних провінцій Нідерландів в місті Утрехт створили так звану Республіку Семи Об'єднаних Провінцій. Під час війни з Іспанією вдалося відстояти свою незалежність. Іспанські загарбники-християни помстилися убивством 10.000 громадян-християн міста Антверпен, що привело до масової еміграції в «Об'єднані Провінції» з територій Фландрії, контрольованих Іспанією. Вестфальська мирна угода 1648 р. визнала незалежність «Об'єднаних Провінцій», які стали відомі як Голландія. Таким чином, приналежність до християнства в країнах Західної Європи не давала гарантій безпеки.
Про непримиренність позицій католиків і протестантів XVI–XVII століть свідчить і незвичний для нас твір музею Франса Галса — картина художника Корнеліса ван Харлема «Католицькі чернець і черниця». Для нас на перший план вийшла сміливість еротичної сцени 1590 року створення, для сучасників — це перш за все осуд розкошів і гріховності католицької церкви, що забула про важливіші заповіти первісного християнства. Усі важливіші заповіти і настанови первісного християнства і намагалися повернути в реальне життя протестанти Голландії як в країні, так і в її колоніях.

## Особливості

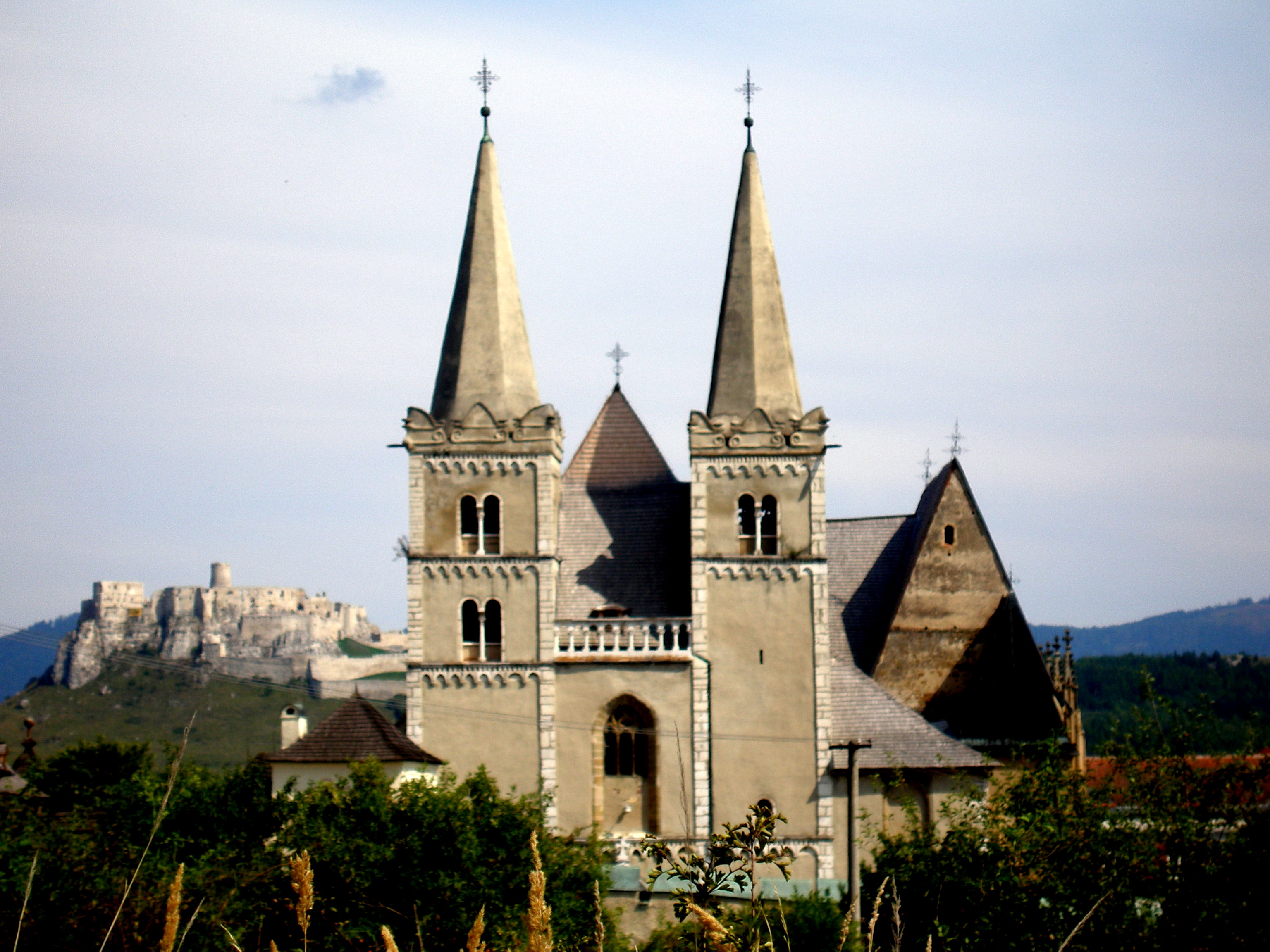
Католицький собор св. Мартіна в Спішске-Підградіє (Словаччина). За собором знаходиться готичний замок Спіш.

### Первородний гріх

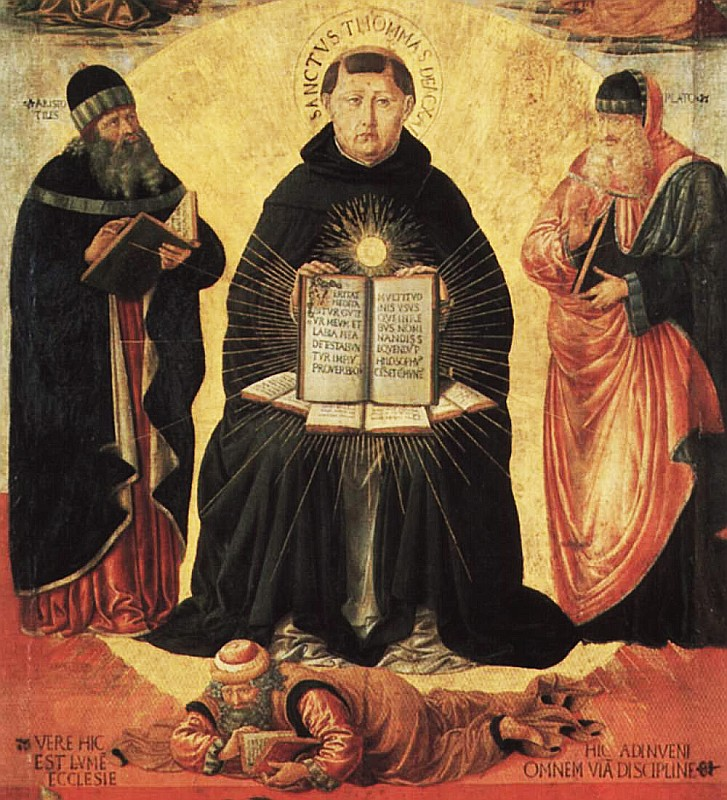
Святий Тома Аквінський був одним із великих західних вчених середньовічного періоду.

Первородний гріх, який також називають гріхом предків, — це християнська віра в стан гріха, в якому людство існує з падіння людини, що випливає з повстання Адама та Єви в Едемському саду, а саме гріха непокори в споживанні заборонених плодів з дерева пізнання добра і зла. Богослови багато в чому характеризують цей стан, бачачи, що він варіюється від чогось такого незначного, як незначний недолік або схильність до гріха, але без колективної провини, що називається «природою гріха», до чогось такого різкого, як повна розбещеність або автоматичність провина всіх людей через колективну провину.

### Filioque
Більшість західних християн використовують версію Нікейського віросповідання, яка стверджує, що Святий Дух «походить від Отця і Сина», де оригінальний текст, прийнятий Першим Константинопольським собором, «походить від Отця» без додавання жодного «і Син» або «один». У цій західній версії також є додаткова фраза "Бог від Бога" (латиною Deum de Deo), яка була в Символі віри, прийнята Першим Нікейським Собором, але яка була відмінена Першим Константинопольським собором.

### Дата Великодня
Дата Великодня зазвичай відрізняється між східним та західним християнством, оскільки розрахунки базуються на Александрійському та Григоріанському методах визначення. Однак до Нікейського собору дотримувалися різних дат, включаючи єврейську Пасху. Нікея «романізував» дату Великодня і анафемував «юдаїзовану» (тобто дату Пасхи) Великдень. Дата святкування Великодня різнилася лише в наш час з часу оприлюднення григоріанського календаря в 1582 році; і далі, Західна церква не прийняла універсально одразу григоріанський календар, так що певний час дати Великодня різнилися як між Східною Церквою та римо-католицькою церквою, але не обов'язково як між Східною Церквою та Західними протестантськими церквами. Наприклад, Англійська церква продовжувала відзначати Великдень в ту ж дату, що і східні церкви, до 1753 року.
Навіть дати інших християнських свят різняться між східним та західним християнством.

## Західні конфесії
Сьогодні західне християнство становить близько 90% християн у всьому світі, католицька церква становить понад половину, а різні протестантські конфесії складають ще 40%.
Гуситські рухи Богемії XV століття передували головному протестантському повстанню на 100 років і еволюціонували до кількох невеликих протестантських церков, таких як Моравська церква. Вальденсіанці також вижили, але влилися в реформатську традицію.

Основні гілки і руху протестантизму.

## Католицько-православний екуменізм
Католицька церква не вважає православних християн відлученими від церкви, оскільки вони особисто не несуть відповідальності за відокремлення своїх церков. Насправді, католицькі правила допускають православних до причастя та інших таїнств у ситуаціях, коли особам загрожує смерть або не існує православних церков, які б задовольняли потреби їх вірних. Однак православні церкви все ще вважають римо-католиків виключеними з таїнств, а деякі можуть навіть не вважати католицькі таїнства, такі як хрещення та висвячення, дійсними.
У другому тисячолітті відбувались унії — об'єднання частини православної церкви з католицькою. Незважаючи на опір здебільшого православного духовенства, значної частини знаті і народу, візантійські імператори і частина ієрархів пішли на укладення 1274 року Ліонській унії (фактично не прийнятою духовенством і населенням Візантії), а в 1439 році — Флорентійської унії (засудженої Єрусалимським 1443 року і Константинопольським собором 1484 року Православної церкви).
- Флорентійська унія (1439) — спроба союзу між східною (православною) та західною (католицькою) церквами.
- Берестейська унія (1596) — союз Київської митрополії з католицькою церквою, результатом якого стало утворення Руської греко-католицької Церкви.
- Ужгородська унія (1646) — акт церковного об'єднання з Римом групи священників Мукачівської православної єпархії.

Екуменічний діалог після зустрічі Папи Павла VI з православним патріархом Афінагором I 1964 року пробудив майже 1000-річні надії на християнську єдність. З моменту скасування відлучення під час зустрічі Павла VI та Афінагори I в Єрусалимі відбулися інші значущі зустрічі між Папами та Вселенськими Константинопольськими Патріархами.
У листопаді 2006 р. Папа Римський Бенедикт XVI поїхав до Стамбула на запрошення Константинопольського патріарха Варфоломія I і взяв участь у святкових богослужіннях святого Андрія Первоапостола, покровителя Константинопольської церкви. Вселенський патріарх та Папа Римський Бенедикт мали чергову історичну зустріч у Равенні, Італія, у 2007 році. Равенська декларація ознаменувала значне зближення римо-католицької та православної позицій. Декларація визнала єпископа Риму прото, або першим серед рівних патріархам. Російська православна церква сприйняла це прийняття та всю угоду. Підписання декларації висвітлило існуючу напруженість між Константинопольським патріархом та Московським патріархатом. Окрім своїх богословських проблем, російські православні постійно стурбовані питанням східних католицьких церков, які діють на території, яку вони вважають православною. Це питання посилюється суперечками щодо церков та іншого майна, яке комуністична влада колись передавала православній церкві, але відновлення якої ці Церкви отримали від нинішньої влади.
У 2013 році патріарх Варфоломій I відвідав церемонію встановлення сходження римського папи Франциска, що було першим випадком, коли будь-який Вселенський патріарх Константинополя коли-небудь відвідував таку подію.
Головною перешкодою на шляху покращення відносин між Православною та Католицькою церквами було включення латинського терміна filioque до Нікено-Костянтинополітанського віросповідання у VIII–XI століттях. Зараз ця перешкода ефективно вирішена. Католицька церква визнає, що Символ віри, як визнано на Першому Константинопольському соборі, не додав слова «і Син», коли говорив про Святого Духа, що походить від Отця. Коли цитується нікено-константинополітанське віросповідання, як у документі Dominus Iesus від 6 серпня 2000 р., Воно не включає filioque. Він розглядає як доповнюючий східно-традиційний вираз «хто походить від Отця» (професія якого він вважає твердженням, що він походить від Отця через Сина), так і вираз західної традиції «хто походить від Отця і Сина», причому східна традиція висловлює спочатку характер Батька як першого походження Духа, а західна традиція надає вираження, по-перше, несуперечливому спілкуванню між Отцем і Сином; і він вважає, що за умови, що ця легітимна взаємодоповнюваність не стане жорсткою, вона не вплине на тотожність віри в реальність тієї самої визнаної таємниці.
Продовжується діалог як на міжнародному, так і на національному рівні між католицькою та православною церквами. Особливо тісні стосунки зросли між Папою Франциском та Вселенським Патріархом Варфоломієм. Обидва церковні лідери особливо наголосили на спільній турботі щодо біженців та переслідуваних християн на Близькому Сході. Всеправославний собор 2016 року, який відбувся на Криті, викликав великі сподівання на досягнення в єдності церкви. Однак не всі православні церкви брали участь, і в результаті Російський патріарх відмовився визнати собор справді екуменічним зібранням. Головною віхою у зростаючому зближенні католицької та православної церков стала зустріч 12 лютого 2016 року в Гавані на Кубі між патріархом Кирилом та папою Франциском. На завершення обговорення обидва церковні лідери видали Спільну декларацію Папи Римського Франциска та Патріарха Кирила.